# Караимские вести
«Караи́мские ве́сти» («Karaite News», «Къарай (Караим) хабэрлер») — международное  периодическое издание московского караимского общества.

## История
Идея выпуска газеты с названием «Караимский листок» была высказана К. М. Мангуби в 1991 году, однако председатель московского караимского общества И. С. Бабаджан предложил издавать альманах вместо газеты. К концу 1993 году правление общества решило издавать газету под названием «Караимские вести». Главным редактором был назначен В. И. Кефели. В редакционный совет вошли Н. А. Баскаков, К. М. Мусаев, И. С. Бабаджан, С. Я. Шамаш и А. И. Баккал. Первоначально, с 1994 года, «Караимские вести» издавались на средства фонда Михаила Семёновича Сарача. Общественным редактором и организатором издания была Ксения Михайловна Мангуби (1909—2001). Первый номер вышел 19 февраля 1994 года. В газете публикуются литературные произведения крымских караимов, очерки по их истории, воспоминания, хроника текущей жизни крымских караимов и др. В 2006 году новым главным редактором газеты стал О. В. Петров. До 2007 года «Караимские вести» выпускались на двух страницах формата А3 небольшим тиражом и распространялись караимскими активистами на местах. С №80 газета стала выходить в формате А4 и рассылаться в PDF-формате. На данный момент выход новых номеров прекращён. Всего с 1994 по 2013 год вышло 112 выпусков газеты.